# Kębłowska Tama
Kębłowska Tama (kaszb. Kembłowskô Tama) – nieoficjalny przysiółek wsi Kębłowo w Polsce położona w województwie pomorskim, w powiecie wejherowskim, w gminie Luzino.
Do 26 września 1924 wieś Kębłowska Tama nosiła nazwę: Jägerhof b. Kamlau.
Miejscowość leży w pradolinie Redy. Osada wchodzi w skład sołectwa Kębłowo.